# اتحادیه حاریدالی
اتحادیه حاریدالی (به لاتین: Haridhali Union) یک منطقهٔ مسکونی در بنگلادش است که در Paikgachha Upazila واقع شده‌است.